# 天主教萊里貝教區
天主教萊里貝教區（拉丁語：Dioecesis Leribensis）是萊索托一個羅馬天主教教區，屬馬塞盧總教區。是該國四個天主教教區之一。
教區成立於1952年12月11日，範圍包括北部兩個區。2003年有教友230,639人（佔轄區總人口54.3%）、十七個堂區、廿八名司鐸。現任教區主教為奧斯定·巴內。